# 海斯特-奥普登贝赫
海斯特-奥普登贝赫（荷蘭語：Heist-op-den-Berg，荷蘭語發音：[ˌɦɛist ɔp dən ˈbɛrx]）是比利时弗拉芒大區安特衛普省梅赫倫區的一个市镇，南与弗拉芒布拉班特省接壤，通行荷蘭語，是弗拉芒社群的一部分，面积86.46平方千米，人口42,950人（2020年1月1日）。